# Linkssozialismus
Als Linkssozialismus werden vielfältige Strömungen in der Politik und der politischen Theorie bezeichnet, die sich jenseits der linken Hauptströmungen Sozialdemokratie und Kommunismus sehen. Häufig werden sie auch zwischen den Hauptströmungen verortet. Inhaltlich orientiert sich der Linkssozialismus an Karl Marx und Friedrich Engels. Linkssozialisten vertreten dabei die Position, dass sich die beiden Hauptströmungen zu weit von den Begründern des Marxismus und deren Theorien entfernt hätten.

## Definitionen
Laut Andreas Diers herrscht über die Definition von Linkssozialismus keine einhellige Auffassung. Für einige Autoren sei schon der Begriff eine bloße Tautologie, weil jeder Sozialismus per se links sei. Doch auch diese Autoren befürworteten die Verwendung des Begriffs, da er sich in die Diskussionszusammenhänge der Linken eingebürgert habe. Der Linkssozialismus sei in der Arbeiterbewegung als eine eigenständige Richtung zu betrachten.
Arno Klönne verneinte dagegen die historische und auch aktuelle Existenz eines Linksozialismus. Es habe nie ein geschlossenes linkssozialistisches Politikmodell existiert und organisatorisch keine Einheitlichkeit aber eine Vielzahl von linkssozialistischen Gruppierungen, Publikationen und Netzwerken. Statt vom Linkssozialismus solle man von linkssozialistisch denkenden und handelnden Menschen reden, die habe es auch innerhalb der Sozialdemokratie und ebenso innerhalb kommunistischer Parteien gegeben.
Für Christoph Jünke lässt sich der Begriff weder formal-begrifflich noch politisch-programmatisch fassen, sondern nur im historisierenden Zugriff auf das Schicksal der sozialistischen Emanzipationsbewegungen des 20. Jahrhunderts. So gesehen bezeichne der Linkssozialismus eine ganze, durchaus heterogene Reihe historischer und auch politisch-theoretischer Strömungen, Individuen und Ansätze. Sie hätten sich seit den 1920er- und 1930er-Jahren innerhalb und außerhalb der beiden Hauptströmungen der linken sozialistischen Arbeiterbewegung positioniert, weil diese vom ursprünglichen sozialistischen Weg abgekommen seien. Demnach würden Linkssozialisten am klassischen Programm des Marxschen Antikapitalismus und an der marxistischen Theorie festhalten. Sie kritisierten die real existierende Sozialdemokratie wegen deren programmatischen Revisionismus und politischen Reformismus und versuchten die Arbeiterbewegung von links zu erneuern, ohne Kommunisten werden zu wollen. Die kommunistische Bewegung werde deshalb abgelehnt, weil sie sie sich aus dem „vermeintlich diktatorischen Bolschewismus, aus leninistischen Organisationmethoden entwickelt habe und entsprechend mit dem historischen Stalinismus verbunden sei.“
Damit saßen Linkssozialisten fast immer „zwischen allen Stühlen in den Parteien der Arbeiterbewegung.“ Folglich werden ihre Organisationen auch als „Zwischengruppen“ bezeichnet.
Jünke weist darauf hin, dass die Übergänge zwischen dem „linken Sozialismus“ und den „dissidenten Strömungen des Kommunismus“ nicht selten fließend gewesen seien. Beim Linkssozialismus habe es sich vor allem um eine Abspaltung vom sozialdemokratischen Milieu gehandelt, der „linke Kommunismus“ sei eine „gleichsam spiegelbildliche Loslösung von der kommunistischen Weltbewegung“ gewesen.

## Entstehung und Vertreter

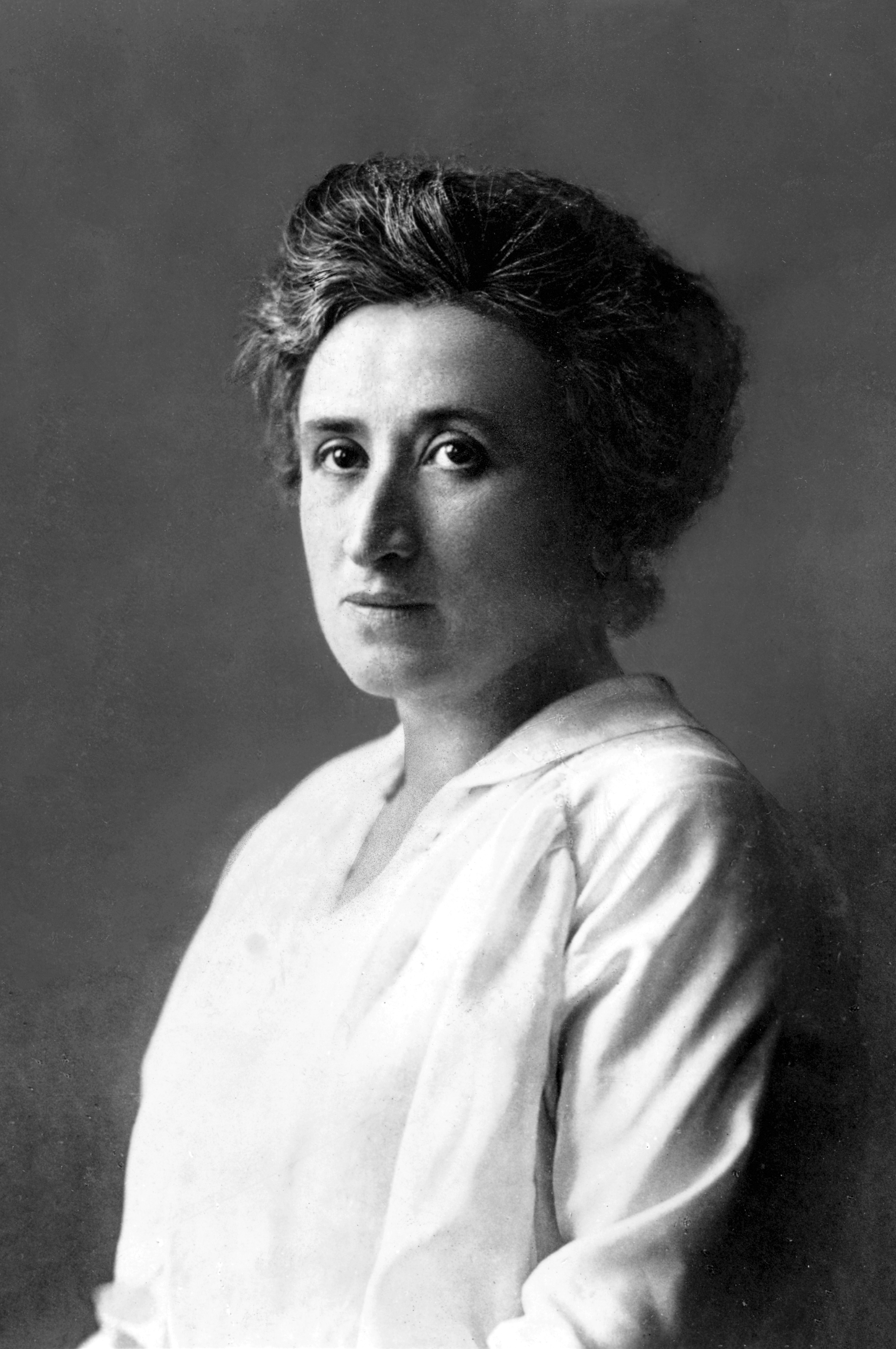
Rosa Luxemburg

Diers differenziert in seiner Darstellung der Geschichte des Linkssozialismus in Deutschland zwischen drei Phasen der politischen und historischen Entwicklung. Die erste Phase (Herausbildung einer theoretischen und politischen Strömung innerhalb der Sozialdemokratie) habe im September 1898 mit einer Artikelserie von Rosa Luxemburg in der Leipziger Volkszeitung zum Revisionimusstreit begonnen. Den Beginn der zweiten Phase (organisatorische Verselbstständigung) datiert er auf den 4. August 1914 unmittelbar nach der Zustimmung der SPD-Reichstagsfraktion zu den Kriegskrediten mit der Gründung der Gruppe Internationale auf Initiative Luxemburgs. Die dritte Phase (organisatorische Selbstständigkeit in eigenen Parteien) habe am 6. April 1917 mit der Gründung der Unabhängigen Sozialdemokratischen Partei Deutschlands (USPD) begonnen.
Jünke betrachtet den (inzwischen verbreiteten) Versuch, den Ursprung des deutschen Linkssozialismus beim Revisionismusstreit der Sozialdemokratie und Rosa Luxemburg zu suchen, als problematisch. Mit einer derartig historischen Ausweitung des Begriffs verliere er an Trennschärfe.
Die bedeutendste historische linkssozialistische Partei in Deutschland war die Sozialistische Arbeiterpartei Deutschlands (SAPD), welche von 1931 bis 1945 bestand. Prominente Mitglieder waren der spätere Bundeskanzler Willy Brandt, der sächsische Ministerpräsident in der DDR Max Seydewitz und der SPD- und USPD-Politiker Georg Ledebour, der im Vorfeld der SAPD bereits Ende 1923 den Sozialistischen Bund als Abspaltung von der USPD gegründet hatte. Die SAPD war Teil des antifaschistischen Widerstandes, trat für eine Einheitsfront ein und arbeitete auch mit trotzkistischen Gruppen zusammen.
Ein wichtiger Linkssozialist in der Bundesrepublik war Peter von Oertzen, der versuchte, innerhalb der SPD einen linkssozialistisch orientierten Flügel aufzubauen. Er war auch Autor der linkssozialistischen Zeitschrift Sozialistische Politik. Leo Kofler sowie Wolfgang Abendroth werden ebenso dem Linkssozialismus zugeordnet wie das 1969 gegründete Sozialistische Büro mit Protagonisten wie beispielsweise Elmar Altvater, Andreas Buro, Joachim Hirsch, Timm Kunstreich, Wolf-Dieter Narr und Klaus Vack.
Auch bei der Entstehung der SED gab es Versuche, der Partei ein linkssozialistisches Profil zu geben. Aufgrund der Stellung zwischen Kommunismus und Sozialdemokratie bot sich diese Möglichkeit an. Diese Tendenzen wurden allerdings durch die herrschende Bürokratie schnell unterdrückt. Anfang der 50er Jahre fand in der SED schließlich eine regelrechte Kampagne gegen ehemalige SAPD-Mitglieder und andere Linkssozialisten statt. Der Linkssozialismus konnte sich fortan nur noch in kleinen Kreisen halten. Diesen Kreisen sind Personen wie Robert Havemann oder Rudolf Bahro zuzuordnen.
Ähnliche Ideen wurden etwa in Frankreich von der zwischen 1960 und 1989 bestehenden Parti socialiste unifié vertreten oder in deren Gründungsphase von der griechischen SYRIZA.
Inwiefern die Partei Die Linke in der Tradition des Linkssozialismus zu verorten ist, ist in der Literatur umstritten. Die stärkste innerparteiliche Tendenz zum Linkssozialismus findet sich in der Strömung Sozialistische Linke, in der sich sowohl linke Gewerkschafter und ehemalige Sozialdemokraten als auch Trotzkisten befinden. Nach dem Zusammengehen von PDS und WASG hat sich der Verein WAsG e. V. in die nach dem linkssozialistischen Politikwissenschaftler benannte Wolfgang-Abendroth-Stiftungsgesellschaft umgewandelt.